# Edwin Hubble
Edwin Powell Hubble (ur. 20 listopada 1889 w Marshfield w Missouri, zm. 28 września 1953 w San Marino w Kalifornii) – amerykański astronom, który jako pierwszy udowodnił, że tzw. mgławice spiralne są odległymi galaktykami znajdującymi się poza Drogą Mleczną. Współodkrywca prawa Hubble’a-Lemaître’a razem z Georges’em Lemaître’em.

## Życiorys

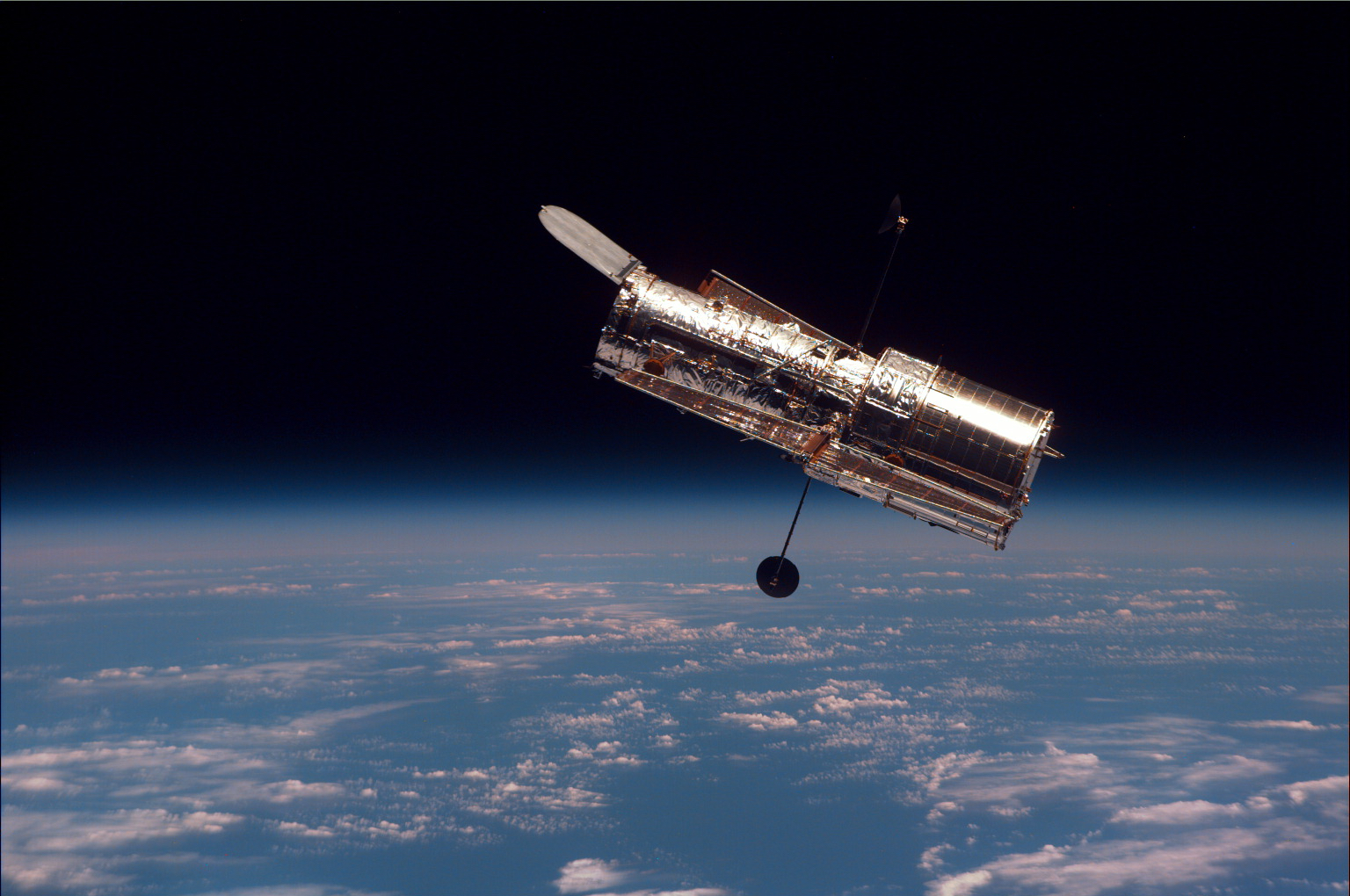
Teleskop Hubble’a

W latach młodości Hubble’a większe uznanie wzbudzały raczej jego osiągnięcia sportowe niż intelektualne – podczas jednych zawodów szkolnych w roku 1906 zdobył w różnych dyscyplinach sportowych (m.in. rzucie dyskiem, rzucie oszczepem i skoku wzwyż) siedem pierwszych i jedno trzecie miejsce. W tym samym roku ustanowił rekord w skoku wzwyż stanu Illinois.
Podczas studiów na Uniwersytecie Chicagowskim skoncentrował się na matematyce oraz astronomii, czego uwieńczeniem było uzyskanie tytułu Bachelor of Science w roku 1910.
Przez następne trzy lata studiował prawo na Uniwersytecie Oksfordzkim. Uzyskawszy tytuł magisterski (Master of Arts), powrócił do Stanów Zjednoczonych, gdzie został nauczycielem i trenerem koszykówki w New Albany w stanie Indiana.
Do astronomii Hubble powrócił w Obserwatorium Yerkes należącym do Uniwersytetu Chicagowskiego, gdzie uzyskał tytuł doktora w roku 1917. Dwa lata później otrzymał propozycję zatrudnienia w obserwatorium Mount Wilson w Pasadenie w Kalifornii, gdzie pracował aż do śmierci.
Walczył w obu wojnach światowych.

## Odkrycia

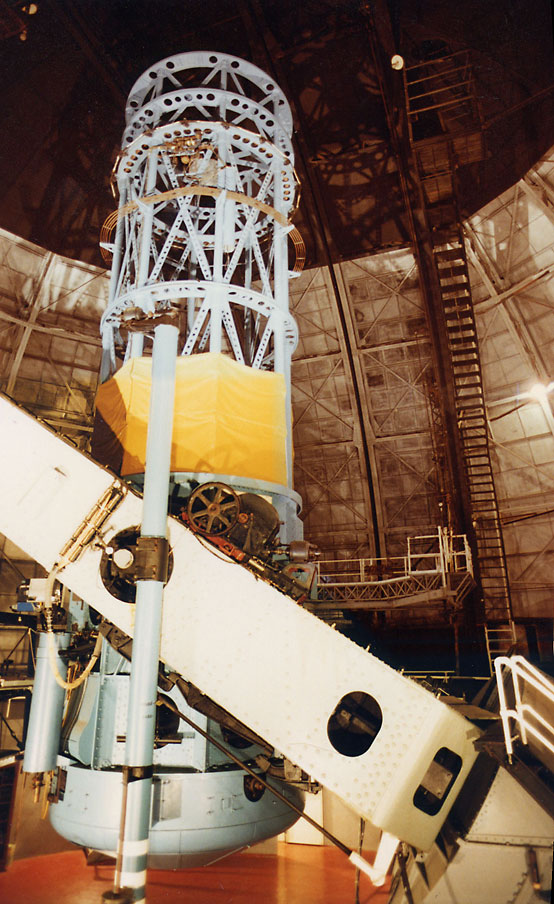
Teleskop znajdujący się w Mount Wilson Observatory w Kalifornii, którego Edwin Hubble używał do badania wszechświata

W pracy naukowej zajmował się badaniem obiektów mgławicowych. Jego przybycie do Mount Wilson zbiegło się w czasie z ukończeniem budowy najpotężniejszego wówczas na świecie Teleskopu Hookera o średnicy 100 cali. Dzięki poczynionym przy jego użyciu w latach 1923–1924 obserwacjom, Hubble ustalił ponad wszelką wątpliwość, że zaobserwowane już wcześniej z zastosowaniem słabszych instrumentów niewyraźne obiekty określane mianem mgławic nie znajdują się – jak dotychczas sądzono – w obrębie naszej galaktyki, lecz same stanowią odrębne galaktyki poza Drogą Mleczną. W 1924 roku odkrył cefeidy w kilku mgławicach (między innymi w M31). Swoje odkrycie opublikował 30 grudnia 1924 roku. Odkrycie to zmusiło astronomów do zmodyfikowania poglądów na strukturę kosmosu. Opracował klasyfikację galaktyk na podstawie kształtu oraz zaproponował schemat ich ewolucji. 
W 1929 roku odkrył i obliczył wraz z Miltonem Humasonem zależność między odległością dzielącą galaktyki a prędkością, z jaką się od siebie oddalają (obecnie zależność ta określana jest mianem prawa Hubble’a-Lemaître’a, wcześniej nazywano ją prawem Hubble’a). W tym celu Hubble użył wyznaczonych przez siebie odległości do galaktyk oraz ich prędkości ucieczki (przesunięć ku czerwieni) uzyskanych przez Humasona i (w większości) Vesto Sliphera. Idea oddalania się od siebie galaktyk doprowadziła w konsekwencji do powstania koncepcji Wielkiego Wybuchu i rozszerzania się Wszechświata.
Hubble odkrył także planetoidę (1373) Cincinnati i kometę nieokresową C/1937 P1 (Hubble).

## Nagrody, wyróżnienia i upamiętnienie
- 1938 – Medal Bruce
- 1940 – Złoty Medal Królewskiego Towarzystwa Astronomicznego
- Znajdujący się od 1990 roku na orbicie Kosmiczny Teleskop Hubble’a (Hubble Space Telescope) otrzymał swą nazwę dla uhonorowania osiągnięć astronoma.
- Mgławica refleksyjna NGC 2261 badana przez astronoma jest nazywana Zmienną Mgławicą Hubble’a.
- Jego imieniem nazwano planetoidę (2069) Hubble[8] oraz krater Hubble na Księżycu[9]